# Shelly
Shelly és una població dels Estats Units a l'estat de Minnesota. Segons el cens del 2000 tenia 266 habitants.

## Demografia
Segons el cens del 2000, Shelly tenia 266 habitants, 111 habitatges, i 66 famílies. La densitat de població era de 489,1 habitants per km².
Dels 111 habitatges en un 24,3% hi vivien nens de menys de 18 anys, en un 46,8% hi vivien parelles casades, en un 10,8% dones solteres, i en un 40,5% no eren unitats familiars. En el 39,6% dels habitatges hi vivien persones soles el 18% de les quals corresponia a persones de 65 anys o més que vivien soles. El nombre mitjà de persones vivint en cada habitatge era de 2,4 i el nombre mitjà de persones que vivien en cada família era de 3,26.
Per edats la població es repartia de la següent manera: un 28,2% tenia menys de 18 anys, un 5,6% entre 18 i 24, un 30,5% entre 25 i 44, un 16,2% de 45 a 60 i un 19,5% 65 anys o més.
L'edat mediana era de 37 anys. Per cada 100 dones de 18 o més anys hi havia 89,1 homes.
La renda mediana per habitatge era de 28.750 $ i la renda mediana per família de 34.063 $. Els homes tenien una renda mediana de 29.432 $ mentre que les dones 20.625 $. La renda per capita de la població era de 15.338 $. Entorn del 10,8% de les famílies i el 14,8% de la població estaven per davall del llindar de pobresa.

## Poblacions més properes
El següent diagrama mostra les poblacions més properes.